# HC De Hondsrug
HC De Hondsrug is een Nederlandse hockeyclub uit de Drentse plaats Zuidlaren.
De club werd opgericht op 29 januari 1979 en speelt op Sportpark Zuid Es. De Hondsrug heeft in het seizoen 2012/13 geen standaardteams in de bondscompetities van de KNHB.

## Geschiedenis
Nadat de club was opgericht moest er nog gezocht worden naar een accommodatie. In het dorp Zuidlaren was er op dat moment geen sportveld beschikbaar. In het naburige Schipborg (destijds gemeente Anloo) was wel een nieuwe veld aangelegd waarvoor nog geen bestemming voor was. Het dorpshuis (deel avn de langere school) kon dienstdoen als kantine.
In 1986 verhuisde HC De Hondsrug naar Zuidlaren waar het op twee grasvelden kon gaan spelen. Eerst deelden de hockeyers een clubhuis met de korfbalvereniging, later werd van een noodschooltje een clubhuisje gemaakt.

## Blauw veld
Het eerste blauwe hockeyveld van Nederland en het tweede in Europa ligt in Zuidlaren en wordt sinds 2010 door HC De Hondsrug bespeeld.
Een blauw sportveld zorgt voor betere zichtbaarheid van bal en spelers bij kunstlicht en op televisieopnamen, vooral voor kleurenblinden.